# Коммаль, Жан
Жан Коммаль (фр. Jean Commaille; 24 июня 1868[…], Марсель — 30 апреля 1916, Сиемреап) — французский художник, архитектор и государственный служащий. Был первым хранителем Ангкора в Камбодже, начавшим масштабную, планомерную расчистку и восстановление этого храмового комплекса. Своей деятельностью обратил внимание Французской Дальневосточной Школы Искусств (EFEO) и всего мира на культурное значение Ангкора.

## Биография и карьера
Жан Коммаль родился 24 июня 1868 года в Марселе (Франция). Сын солдата, студент военного училища Ла-Флеш, Жан Коммаль хотел отказаться от военной карьеры, чтобы посвятить жизнь рисованию. Однако не имея средств, он записался в Иностранный легион, где был назначен начальником ополчения в Камбодже в январе 1896 года.
Когда срок его добровольной службы подходил к концу в 1898 году, он нашёл работу в Камбодже в гражданской службе протектората в качестве помощника клерка бухгалтерского учёта. Затем он посетил и некоторое время пребывал в кхмерских храмах Ангкора в 1899 году. В 1900 году он был принят в EFEO в качестве секретаря-казначея и ему поручили организацию первого музея в Сайгоне.
Вскоре после этого он должен был обеспечить передачу коллекции в Ханое, куда перенесли центральную штаб-квартиру EFEO с административными службами протектората. Коммаль также руководит параллельным изучением храма Бассак к юго-востоку от Пномпеня (BEFEO 2).
В 1907 году, после передачи Сиамом западных провинций Камбоджи, памятники Ангкора поступили под руководство EFEO. Жан Коммаль согласился возглавить гражданскую миссию в Ангкоре 4 декабря 1907 года. Шесть месяцев спустя, в июле 1908 года, он официально стал первым куратором Ангкора, ответственным за его сохранение и реставрацию.
Не дожидаясь своего официального назначения, он составил E. Lunet Lajonquiere — список консервационных работ, которые должны быть сделаны в первую очередь, в том числе расчистку Ангкора Ват и Байона. С января 1908 года он начал посылать ежемесячные отчеты о своей деятельности в Ханой. Эти документы обеспечивали связь между руководством школы и их представителем в Ангкоре. 
Усилия Коммаля были сосредоточены на очистке Ангкора Ват (1908—1910) и Байона (1911—1914), дорог к северу и к югу от Ангкора Тхом (1910—1912), Террасы Слонов (1911) и Преах Питху (1912). Он начал расчищать Бапхуон и Лежащего Будду (1908), фотографировать барельефы (1912) и проводить дальнейшие исследования (1915).
29 апреля 1916 года был убит бандитами, когда возвращался с зарплатой для рабочих.
Жан Коммаль был похоронен рядом с Байоном, в юго-западном углу четырёхугольника дорог, окружающих его.